# Santuario de Zeus Polieo

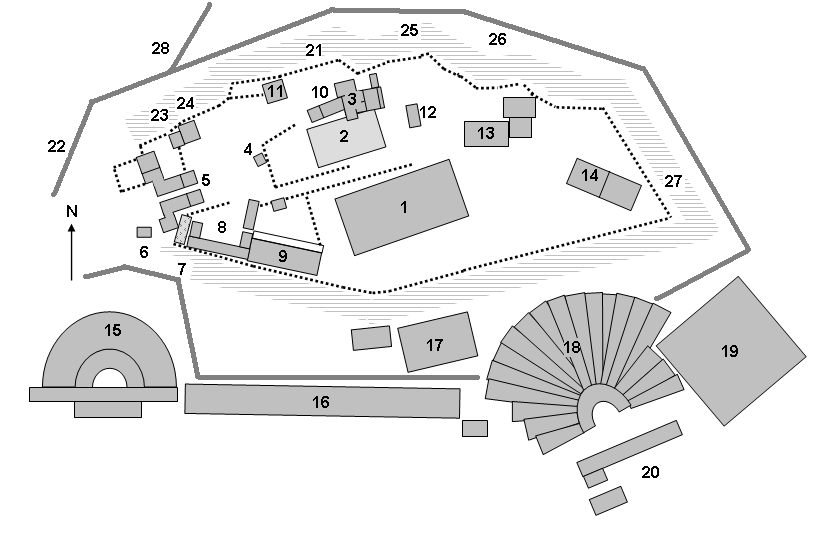
Plano de la Acrópolis de Atenas: el santuario de Zeus Polieo es el número 13.

El santuario de Zeus Polieo (en griego: Ιερό του Πολιάδη Δία) era un recinto sagrado al aire libre, dedicado a Zeus Polieo (protector de la ciudad), situado en el punto más elevado de la Acrópolis de Atenas, al nordeste del Partenón, y construido alrededor del año 500 a. C.
No se han encontrado restos de este santuario, por lo que todo lo que se sabe de él procede de fuentes literarias. Sin embargo, por los cortes en la roca de esa parte de la Acrópolis, se deduce la forma trapezoidal de su planta, con diversas entradas, la principal de ellas coronada con un frontón. 
Cada año, a comienzo de verano, se llevaba a cabo en el santuario la ceremonia de las Bufonias (Βουφόνια) o sacrificio de los bueyes, uno de los ritos principales de las fiestas llamadas Dipolias (Διπόλεια) en honor a Zeus Polieo. En la parte oriental del recinto había un establo donde se guardaban los bueyes que se iban a sacrificar. También contenía un pequeño templo in antis, con un altar largo delante; la parte baja del templo era de piedra y la superior de madera. En el centro de la cella había un agujero por el que escurría la sangre de los sacrificios.
Probablemente, el santuario incluía una estatua arcaica de Zeus, representado con el brazo izquierdo extendido y el derecho plegado en posición de lanzar un rayo. Era un santuario al aire libre rodeado por un recinto poligonal de períbolo. Estaba dividido en al menos dos partes: el recinto occidental y el recinto del noreste. El recinto occidental medía aproximadamente 17 x 26 m. Su entrada principal, sobre la que se sabe que había un frontón, estaba en la esquina suroeste. El recinto occidental pudo contener un corral para toros. Desde el recinto se abría una puerta a otro recinto en el lado noreste, que pudo contener un pequeño templo y una estatua de Zeus y un altar para sacrificios.
El santuario está mal conservado. Así lo indican principalmente los cortes en la roca de los que se deducen su tamaño y forma.